# Sion-les-Mines
Sion-les-Mines è un comune francese di 1 663 abitanti situato nel dipartimento della Loira Atlantica nella regione dei Paesi della Loira.

## Società

### Evoluzione demografica
Abitanti censiti